# Алберт Ниман (хемичар)
Алберт Фридрих Емил Ниман (Гослар, 20. мај 1834 — Гослар, 19. јануар 1861) је био немачки хемичар, који је заједно са Франческом Ди Стефаном 1859. године изоловао кокаин, а познат је и по првом детаљном опису токсичног деловања бојног отрова иперита.
Радио је на Гетингенском универзитету. Професор Фридрих Велер, који је на истом универзитету предавао хемију, увезао је лишће коке и дао га Ниману на анализу. Овај је 1859. успео да из добијеног биљног материјала изолује примарни алкалоид и назвао га је кокаин. Ово откриће је објавио наредне године у својој дисертацији под називом „Über eine neue organische Base in den Cocablättern“, која му је донела звање доктора наука.
Током експеримената са етиленом и сумпор дихлоридом, Ниман је синтетисао иперит - бис(2-хлоретил)сулфид - бојни отров из групе пликаваца. Постоје тврдње да је иперит открио 1822. француски хемичар Сезар-Мансијет Депрец (1798–1863), али он није забележио било какве негативне утицаје ове супстанце на организам човека. Ниман је био први научник који је забележио штетна дејства иперита: Доказује их чињеница да уколико, макар у траговима, случајно дође у контакт са било којим делом коже у првом тренутку не изазива бол, али се након неколико часова јавља црвенило, а после неколико дана и пликови, који дуго времена остају загнојени и веома тешко зарастају, остављајући велике ожиљке.